# فیری فانتوم
فیری فانتوم (به انگلیسی: Fairey_Fantôme) یک هواگرد ملخ‌پیشین تک‌موتوره از نوع جنگنده ساخت شرکت Avions Fairey است. هواگرد فیری فانتوم نخستین پروازش را در ۱۹۳۶ میلادی انجام داد. در مجموع، تعداد ۴ فروند از این هواگرد ساخته شده‌است.
طراح این هواگرد، Marcel Lobelle بود.